# Giraffidae
La famiglia dei Giraffidi (Giraffidae, Gray 1821) comprende cinque specie viventi, le quattro specie di giraffa e l'okapi.
Tutte le specie attualmente viventi vivono unicamente nell'Africa subsahariana: le giraffe nelle savane e l'Okapi nelle folte foreste pluviali del Congo. A prima vista le due specie sembrano molto diverse ma condividono molte caratteristiche tra cui una lunga lingua scura, canini lobati e piccoli corni ricoperti di pelle.
I parenti più stretti dei Giraffidi sono gli altri membri del sottordine dei Ruminanti, che comprende bovini, pecore, antilopi.
Nei giardini zoologici italiani si può osservare la Giraffa e solamente al Parco Zoo Falconara si possono ammirare gli unici due esemplari di Okapi presenti in Italia.

## Tassonomia
- ORDINE ARTIODACTYLA
  - Sottordine Ruminantia
    - Infraordine Pecora
      - Superfamiglia Giraffoidea
        - †Andegameryx
        - †Lorancameryx
        - †Prodremotherium
        - †Teruelia
        - Famiglia Climacoceratidae
        - Famiglia Giraffidae
          - †Canthumeryx
          - †Progiraffa
          - †Umbrotherium
          - Sottofamiglia Sivatheriinae 
            - †Decennatherium
            - †Helladotherium
            - †Birgerbohlinia
            - †Bramatherium
            - †Sivatherium

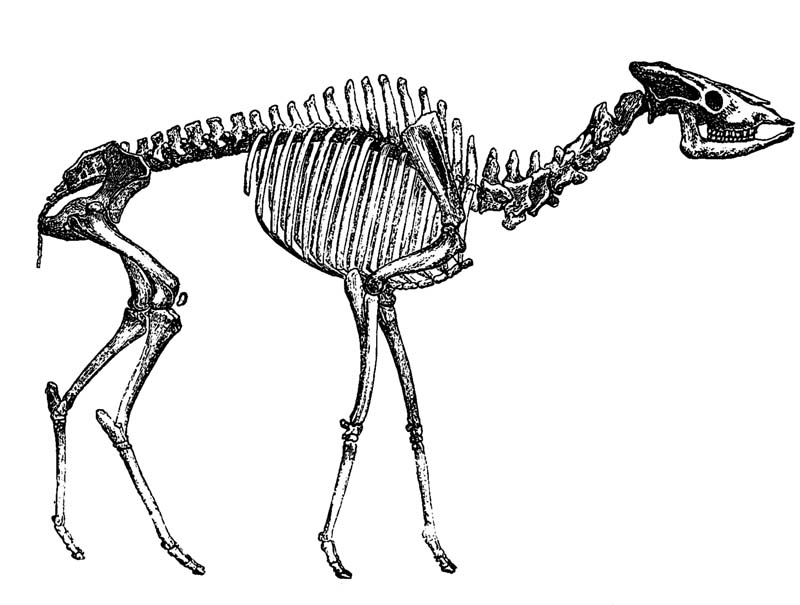
Scheletro di Helladotherium, un giraffide estinto

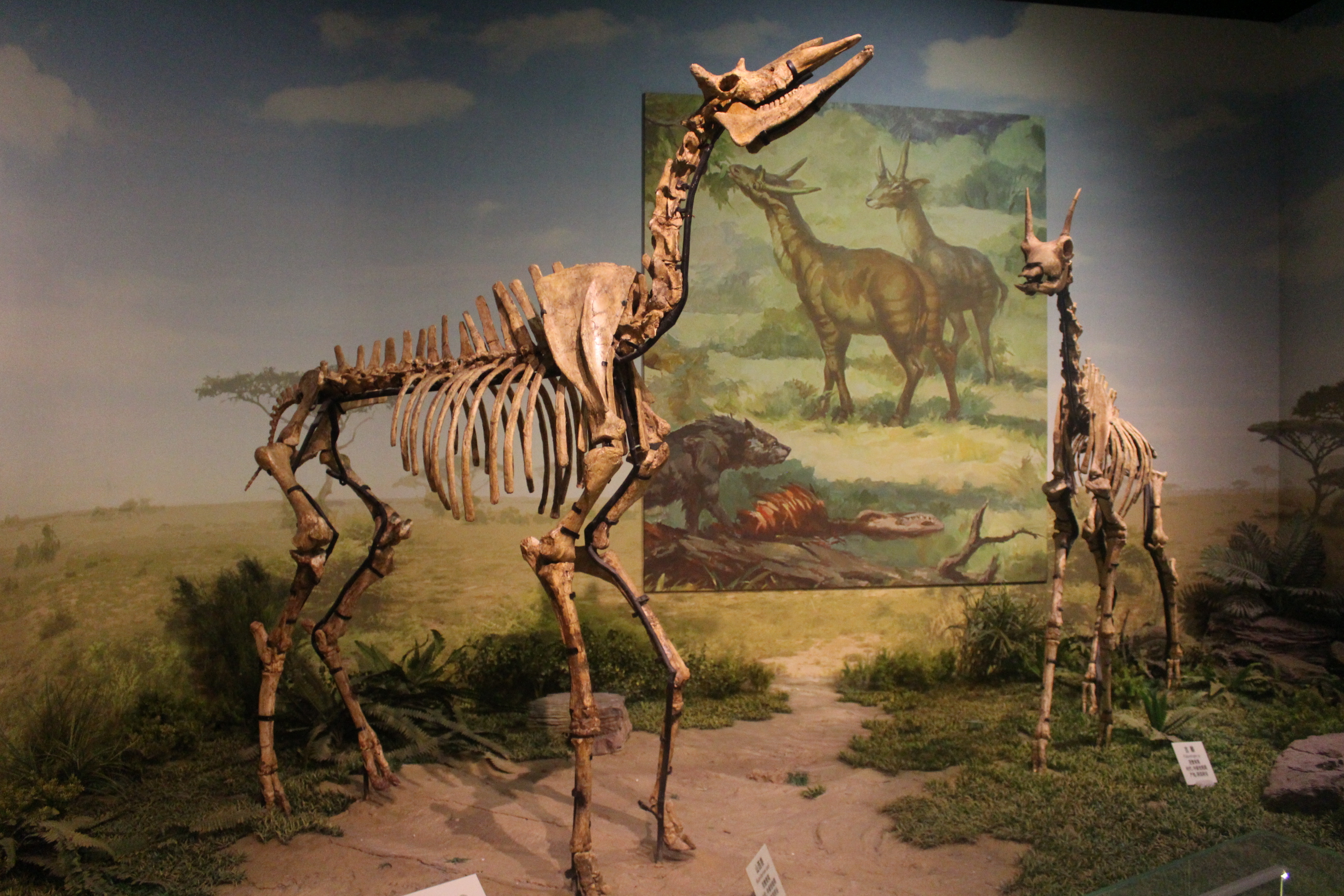
Scheletri fossili di Shansitherium (sinistra) e Palaeotragus, due giraffidi del Miocene

          - Sottofamiglia Palaeotraginae (parafiletico)
            - †Praepalaeotragus
            - †Palaeotragus
            - †Palaeogiraffa
            - †Giraffokeryx
            - †Mitilanotherium
            - †Csakvarotherium
            - †Samotherium
            - †Shansitherium
            - Okapia

          - Sottofamiglia Giraffinae 
            - †Bohlinia
            - †Honanotherium
            - Giraffa

## Evoluzione
I Giraffidi, oggi rappresentati da solo due specie, hanno avuto una lunga e florida storia evolutiva. Possibili parenti primitivi delle giraffe sono da ricercare nella piccola famiglia dei Climacoceratidi (Climacoceratidae) del Miocene medio (15 milioni di anni fa), dall'aspetto simile a quello dei cervi ma con corna persistenti. È possibile che i giraffidi si siano evoluti da forme prive di corna dell'Oligocene (circa 25 milioni di anni fa), simili ai traguli attuali ma dotate già di un collo relativamente allungato (Prodremotherium).
I primi giraffidi, in ogni caso, sono anteriori a queste forme: Canthumeryx risale al Miocene inferiore (20 milioni di anni fa) e testimonierebbe un'origine africana della famiglia. Altri possibili rappresentanti basali sono gli europei Lorancameryx, Teruelia e Andegameryx. Altri fossili appartenenti a forme leggermente più evolute (Praepaleaeotragus) provengono da terreni coevi dell'Asia. Questi animali svilupparono un corpo robusto e zampe allungate, ma il collo non subì le pesanti modifiche che portarono successivamente alle giraffe; al contrario, questa linea evolutiva si sviluppò in varie forme ben conosciute, come Palaeotragus, Giraffokeryx e Samotherium, che sono strettamente imparentate con l'odierno okapi (Okapia johnstoni) delle foreste del Congo. Un possibile antenato di questa forma è Csakvarotherium, del Miocene superiore dell'Europa orientale.
Le giraffe vere e proprie apparvero nel Miocene superiore e senza dubbio si originarono da animali simili a Palaeotragus. Giraffa è presente già in quest'epoca in Asia, così come alcune forme estinte: Honanotherium in Asia, Bohlinia in Europa. In quest'ultimo continente le giraffe sopravvissero fino al Pleistocene inferiore (Mitilanotherium).
Un particolare gruppo di giraffidi quello dei sivaterini (Sivatheriinae), che si originò da forme poco specializzate del Miocene medio e superiore (Decennatherium, Helladotherium). In pochi milioni di anni, questi giraffidi aumentarono vistosamente il peso corporeo e la stazza, divenendo eccezionalmente robusti: Birgerbohlinia del Miocene terminale dell'Europa è già di corporatura massiccia, ma Sivatherium del Pliocene e Pleistocene era davvero enorme: alto più di due metri e mezzo al garrese, era dotato di larghe corna che lo facevano assomigliare a un alce. Queste forme, probabilmente, furono contemporanee degli uomini primitivi fino al termine del Pleistocene, come testimonierebbero alcune pitture rupestri.
In Italia, in terreni del Miocene, sono stati ritrovati i fossili di due probabili giraffidi, Sardomeryx e Umbriotherium.